# Roberto Bolaño
Roberto Bolaño Ávalos (Santiago do Chile, 28 de abril de 1953 — Barcelona, 15 de julho de 2003) foi um escritor chileno, vencedor do Prémio Rómulo Gallegos por seu romance Os Detetives Selvagens, que ele descreveu como uma carta de despedida à sua geração. Bolaño foi considerado por seus pares o mais importante autor latino-americano de sua geração.
O romance póstumo do autor, 2666, lançado originalmente em 2004, é considerado a sua magnum opus, tendo sido altamente aclamado pela crítica especializada desde então. 

## Biografia
Roberto Bolaño nasceu no Chile, na capital Santiago. Segundo sua própria descrição. ele era magro, ansioso, leitor voraz de livros e pouco promissor. Era uma criança disléxica a quem os colegas de escola maltratavam e o faziam sentir um estranho.
Em 1968 se muda com sua família para a Cidade do México, abandonando os estudos aos 15 anos, para se dedicar à literatura. Vive de pequenos trabalhos para revistas literárias..
Um acontecimento marcante na vida de Bolaño, mencionada de diferentes maneiras ao longo da sua obra, ocorreu em 1973, quando voltou ao Chile, para "ajudar a construir a revolução", apoiando o regime socialista de Salvador Allende. Após o golpe de Augusto Pinochet, Bolaño, como tantos outros jovens, foi preso e passou oito dias preso. Ele foi solto por ex-colegas de classe que haviam virado carcereiros. A experiência foi descrita no conto "Carta de dança". Segundo a versão descrita no conto, ele não foi nem torturado nem morto, como ele esperava:
(...) nas horas mortas eu podia ouvir eles torturando outros; eu não podia dormir, e não havia nada para ler exceto uma revista em inglês que alguém havia deixado para trás. O único artigo interessante nela era sobre uma casa que havia pertencido a Dylan Thomas...Eu sai daquele buraco graças a um par de detetives que haviam estudado comigo no colegial, em Los Angeles.
O episódio também é contado do ponto de vista dos colegas de Bolaño, na história "Detetives". Durante a maior parte de sua juventude Bolaño residiu no México DF, lugar capital na sua formação intelectual, e em 1977 parte para a Europa. Inicialmente o seu destino seria a Suécia, mas a doença da mãe faz prolongar a sua estadia em Barcelona. Da cidade condal muda-se, no início dos anos 80, para Girona, e, em 1985, para Blanes, onde passará o resto da vida..
Da sua juventude no México, ficou imortalizado, através do seu romance Os Detectives Selvagens, o pequeno movimento do infrarrealismo, fundado por Bolaño e Mario Santiago. De inspiração surrealista, o seu manifesto pretendia ser uma tomada de posição contra a narrativa institucionalizada do realismo mágico. 
Seja pelas suas personagens, seja por algumas interpretações que se fizeram da sua obra, criou-se o mito de que Roberto Bolaño sempre sonhou ser poeta mas que acabou como romancista. O próprio Jorge Herralde, editor da Anagrama, alimentou o mito, num texto lido no funeral de Bolaño, mais tarde publicado num livro dedicado ao autor - Para Roberto Bolaño (Barcelona: El Acantillado, 2005). O espólio do autor, exposto numa exposição em 2004, e do qual resulta o excelente catálogo Archivo Bolaño, revela que desde os anos 80 Bolaño tinha escrito vários contos e pequenas novelas que mais tarde foram reaproveitados para novos livros ou parte deles. Outro episódio emblemático que rompe com este mito, conta-o Jaime Quezada, no seu livro Bolaño antes de Bolaño, ao recordar a noite em que o jovem Roberto Bolaño queimou, numa enorme fogueira, todas as peças de teatro que tinha escrito. Da obra publicada, sabemos que pelo menos Monsieur Pain (publicada nos anos 80, com o nome La senda de los Elefantes), Consejos de un discípulo de Morrison a un fanático de Joyce, escrito a 4 mãos com A. G. Porta, El espíritu de la ciencia ficcion, Amberes e Sepulcros de Vaqueros datam da década de 80.
Ainda em vida, Roberto Bolaño publicou alguns livros de poesia como Los perros romanticos e Fragmentos de la universidad desconocida, em pequenas editoras. Los perros románticos teve uma reedição em 2003 pela Acantilado e, em 2006, surge La Universidad Desconocida, com o selo da Anagrama. Numa nota editorial, a viúva assegura que todo o material poético então publicado teria sido preparado pelo próprio Bolaño.
Bolaño tinha sentimentos conflituantes sobre seu país natal, que visitou apenas uma vez depois de seu exílio voluntário. Ele era conhecido no Chile, por seus duros ataques a Isabel Allende e outros membros do establishment literário. Segundo o romancista e dramaturgo chileno Ariel Dorfman:
Ele não se adequava ao Chile, e a rejeição que ele experimentou o deixou livre para dizer tudo o que quisesse, o que pode ser algo bom para um escritor.
Seis semanas após sua morte, novelistas latino-americanos, colegas de Bolaño, o aclamaram como a mais importante figura literária de sua geração, em uma conferência realizada em Sevilha. Entre os seus melhores amigos estavam os romancistas Rodrigo Fresán e Enrique Vila-Matas. O tributo de Fresán incluía a declaração de que "Roberto emergiu como um escritor em uma época em que a América Latina não acreditava mais em utopias, em que o paraíso se tornou inferno, e essa sensação de monstruosidade, pesadelos acordados e constante fuga de algo horrível permeia 2666 e toda a sua obra".
"Seus livros são políticos", observa também Fresán, "mas de uma maneira mais pessoal do que militante ou demagógica, que é mais próxima da mística dos beatniks do que das bombas". Na opinião de Fresán, "ele era um em um milhão, um escritor que trabalhou sem proteção, que foi para fora, sem freios, e, ao fazer isso, criou uma nova maneira de ser um grande escritor latino-americano". O jornalista Larry Rohter do New York Times escreveu: "Bolaño brincava sobre a palavra 'póstumo', dizendo que 'soava como o nome de um gladiador romano, que é invicto', e ele sem dúvida ia ficar espantado de ver como suas ações subiram agora que está morto.
Bolaño deixou vivos a sua mulher, espanhola, e seus dois filhos, aos quais ele um dia chamou "minha única pátria". (Na sua última entrevista, publicada na edição mexicana da revista Playboy, Bolaño diz que ele se considerava latino-americano, acrescentando que "meu único país são meus filhos e talvez, ainda que em segundo lugar, alguns momentos, ruas, rostos e livros que estão em mim..."). Bolaño nomeou seu filho Lautaro, do líder Mapuche Lautaro, que resistiu à conquista espanhola do Chile, conforme descrito no épico do século XVI "La araucana". Sua outra filha se chama Alexandra.

## Morte
Em seus últimos dias, Bolaño saía muito pouco de casa. Foi sugerido pela mídia inglesa que o escritor teria sido viciado em heroína, e que a causa da sua morte teria sido uma doença hepática resultante da hepatite C, cujo vírus ele contraíra através de agulhas compartilhadas em seu período "libertino". Entretanto, essa afirmação foi enfaticamente contestada por sua mulher e por seu amigo próximo, Enrique Vila-Matas. Ele morreu aos 50 anos, devido a uma falência hepática, enquanto aguardava um transplante de fígado, vítima de uma doença prolongada, que lhe foi diagnosticada em 1992.
Seu corpo foi cremado e suas cinzas jogadas no mar Mediterrâneo por sua esposa, Carolina López, e seus filhos, Lautaro e Alexandra, em 2003.

## Obra
Apesar de, no fundo, considerar-se um poeta, da estirpe de seu amado Nicanor Parra, sua reputação reside nos seus romances, novelas e coleções de contos. Bolaño adotou um estilo de vida de poeta boêmio por toda sua vida adulta, e só foi começar a produzir trabalhos substanciais em prosa nos anos 90. Quase que imediatamente ele foi estimado como uma figura relevante na literatura espanhola e latino-americana.
Em rápida sucessão, Bolaño publicou uma série de livros elogiados pela crítica, e dentre os mais importantes estão Os Detetives Selvagens, a novela Noturno do Chile e, postumamente, o romance 2666. Suas duas coletâneas de contos Chamadas Telefônicas e Putas Assassinas ganharam prêmios literários. Após a sua morte, surgiram El gaucho insufrible (2004), o último manuscrito entregue em mão por Bolaño ao seu editor, onde constam 3 contos e dois ensaios; em 2004 publica-se de forma integral 2666 que, como informa Ignacio Echevarria, Bolaño teria pensado publicar em 5 livros, correspondentes às 5 partes do romance. Em 2006, Ignacio Echevarría edita também um conjunto de contos inacabados que se encontrariam na mesa de trabalho à data da sua morte, com o título El secreto del Mal e uma colecção que reúne grande parte dos textos críticos de Bolaño, alguns discursos proferidos na atribuição de prémios e uma entrevista do autor, sob o lema de uma crónica que o escritor publicava semanalmente Entre Parentesis.

### Nocturno de Chile
Brasil: Noturno do Chile / Portugal: Nocturno Chileno ou Noturno Chileno é uma narrativa construída por vagos, dispersos pensamentos moribundos de um padre jesuíta chileno e poeta fracassado, Sebastian Urrutia Lacroix. Em um ponto crucial da sua carreira, padre Urrutia é abordado por dois agentes da Opus Dei, que o informam ter ele sido escolhido para visitar a Europa e estudar a preservação de antigas igrejas - o trabalho perfeito para um clérigo com sensibilidade artística.
Na sua chegada, informam-lhe que a maior ameaça às catedrais europeias são as fezes de pombo, e que os seus equivalente do Velho Mundo acharam uma maneira inteligente de solucionar o problema. Eles se tornaram treinadores de falcões, e cidade após cidade ele observa os falcões sacerdotais eliminarem cruelmente bandos de aves inocentes. A impotência de Urrutia, que não consegue protestar contra o sangrento método de preservação arquitetônica, sinaliza a seus empregadores que ele vai servir como testemunha passiva aos métodos brutais e predatórios do governo Pinochet. Esse é o começo da acusação de Bolaño ao "l'homme intellectuel" que se refugia na arte, usando a estética como uma manta e um escudo enquanto o mundo permanece em volta, imutável e nauseabundo, permanentemente cruel e injusto.

### Amuleto
Amuleto é focado numa imigrante uruguaia Auxilio Lacouture, que também aparece em Detetives Selvagens como uma personagem coadjuvante presa em um banheiro na Universidad Nacional Autónoma de México (UNAM), na Cidade do México, que permanece por duas semanas lá dentro enquanto o exército fecha a universidade. Nesta novela, ela encontra-se com um grupo de artistas e escritores latino-americanos, entre os quais Arturo Belano, alter-ego de Bolaño. Diferente de Detetives Selvagens, Amuleto é narrado na primeira-pessoa, pela voz de Auxilio, mas ainda dando lugar ao frenético desarranjo de personalidades com que Bolaño ficou famoso por criar.

### Estrela Distante
Estrela Distante é uma novela bizarra surgida da política do regime Pinochet, com assassinatos, além de fotografia e até mesmo poesia escrita em fumaça no céu pelos aviões da força aérea. Essa obra de humor negro narra a história da política chilena de uma maneira mórbida e às vezes, cômica.

### Os Detetives Selvagens
Os Detetives Selvagens foi comparada, por Jorge Edwards, a Rayuela, de Julio Cortázar, e a Paradiso, de José Lezama Lima.
Em uma resenha em El País, o crítico espanhol Ignacio Echevarría declarou ser este "o romance que Borges teria escrito". (Um ávido leitor, Bolaño sempre expressou seu amor pela obra de Borges e Cortázar, e concluiu um balanço da literatura argentina contemporânea dizendo que "deveriam ler mais Borges").
Segundo Ignacio Echeverria, ex-editor literário do El País, o maior jornal da Espanha:
O gênio de Bolaño não está somente só na extraordinária qualidade da sua escrita, mas também no fato de ele não se assentar no paradigma de escritor latino-americano. (...) Seus escritos não se enquadram nem realismo mágico, nem no barroco, nem regionalista, sendo um espelho imaginário e extraterritorial da América Latina, sendo mais um certo estado de consciência que um lugar específico.
A parte central de Os Detetives Selvagens situa-se numa série longa e fragmentada de registros sobre as viagens e aventuras de Arturo Belano - uma aliteração para seu alter-ego, que também aparece em outras histórias e novelas - e Ulisses Lima entre 1976 e 1996. Essas deambulações levam-no da Cidade do México a diversos lugares na Europa, em Israel e até na Libéria, durante a guerra civil nos anos 90. Os diários são misturados à história da sua busca por Cesárea Tinajero, a fundadora do "real visceralismo", um movimento literário de vanguarda da década de 20.
García Madero, um aspirante a poeta de 17 anos, narra-nos primeiro a cena poética e social dos novos "realistas viscerais". Mais tarde, ele terminará o romance com o relato da sua fuga da cidade do México para o estado de Sonora. Bolaño definiu Os Detetives Selvagens como "uma carta de amor à minha geração".

### 2666
O romance 2666 foi publicado postumamente em 2004. Supõe-se que uma primeira versão tenha sido enviada ao seu editor antes de sua morte. 2666 foi o grande trabalho dos seus últimos cinco anos de vida, e mereceu grande aclamação, e despertou acaloradas discussões sobre as intenções finais do autor.
Em mais de 1.100 páginas, "2666" está dividido em cinco "partes", das quais, quatro e meia já estavam terminadas antes da morte de Bolaño. Focada em uma insolvida e ainda recorrente série de homicídios na Ciudad Juárez (Santa Teresa no romance), o apocalíptico 2666 mostra o horror do século XX através de um vasto número de personagens, centrados na reclusa figura do escritor alemão Benno von Archimboldi - de quem quatro críticos literários buscam pistas.
Em março de 2009, o jornal inglês The Guardian trouxe a informação de que uma parte adicional do romance, a parte 6, foi achada por pesquisadores junto ao espólio literário de Roberto Bolaño.

### A Pista de Gelo
Passada na cidade litorânea de Z, na Costa Brava, norte de Barcelona, A Pista de Gelo é um livro contado por três narradores homens, sobre uma bela campeã de patinagem artística, Nuria Martí. Quando ela é subitamente retirada da equipe olímpica, um dedicado servidor público constrói secretamente uma pista de patinagem nos escombros de uma mansão local, usando para isso fundos públicos.

### Antuérpia
Considerado por seu executor literária Ignacio Echevarría como o 'big bang' do universo literário de Bolaño, Antuérpia é um poema-prosa escrito em 1980, quando Bolaño tinha 27 anos. O livro permaneceu inédito até 2002, quando foi publicado em espanhol sob o nome de "Amberes", um ano antes da morte do escritor. Antuérpia contém uma narrativa solta, estruturada menos como um arco dramático que em torno de imagens, personagens que reaparecem e anedotas-muitas das quais se tornaram recorrentes nas obras de Bolaño: crimes e lugares ermos, loucos e poetas, sexo e amor, policiais corruptos e vilões. Sobre o livro, Bolaño disse: "É o único dos meus romances que não me deixa envergonhado".

### O espírito da ficção científica
Quando a viúva de Bolaño organizou seu arquivo de mais 14 mil páginas manuscritas, encontrou O espírito da ficção científica, datado de 1984. Passando-se na Cidade do México, foi publicado em 2016.

### Ficção
- Consejos de un discípulo de Morrison a un fanático de Joyce  (1984)
- La pista de hielo (A Pista de Gelo) (1993)
- Literatura nazi en América (Literatura Nazista na América) (1996)
- Estrella distante (Estrela Distante) (1996)
- Llamadas telefónicas (Chamadas Telefônicas) (1997) (contos)
- Los detectives salvajes (Os Detetives Selvagens) (1998)
- Amuleto (Amuleto) (1999)
- Monsieur Pain (Mousier Pain) (1999)
- Nocturno de Chile (Noturno Chileno (título em Portugal) ou Noturno do Chile (título no Brasil)) (2000)
- Putas asesinas (Putas Assassinas) (2001) (contos)
- Amberes (2002)
- El gaucho insufrible (O Gaucho Insofrível) (2003) (contos)
- 2666 (2666) (2004)
- Last Evenings on Earth (2006) (contos)
- El secreto del mal (March 2007) (contos)
- El Tercer Reich (O Terceiro Reich) (2010)
- O Espírito da Ficção Científica (2016)
- Sepulcros de Vaqueros (2017)

### Poesia
- Los perros románticos (2000)
- Tres (2000)
- La universidad desconocida (A Univerisidade Desconhecida) (2007)

### Não-ficção
- Entre paréntesis (2004)